# Bringing Up Betty
Bringing Up Betty è un film muto del 1919 diretto da Oscar Apfel. Prodotto e distribuito dalla World Film, aveva come interpreti Evelyn Greeley, Lyster Chambers, Reginald Denny.

## Trama

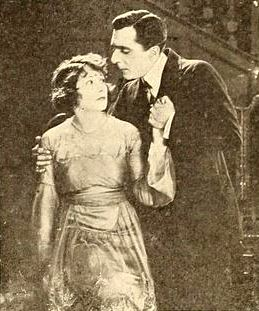
Evelyn Greeley in una scena del film

Durante una festa in giardino nella sua elegante casa di New York, Morton, il re dell'acciaio, confida a due corteggiatori della nipote Betty, lord Dormer e il duca di Medonia, di essere ormai rovinato. I due, cacciatori di dote, scappano via a gambe levate. Ma Adele, la segretaria di Morton, rivela a Carl Gates, il suo fidanzato, che la storia è tutta un trucco e che la bancarotta è una burla. Carl, un tipo senza scrupoli, pensa di approfittare di questa confidenza e si mette a corteggiare con insistenza Betty, dicendole che se lei lo sposerà, lui potrà aiutare suo zio. La ragazza cede, e si fidanza con lui. Mentre si trova sull'oceano a bordo di un'imbarcazione insieme a Carl, Betty cade in acqua, ma viene salvata da Tom Waring, un partecipante alla gara. Tra i due nasce un idillio. Adele, intanto, ha scoperto che Carl la sta ingannando e avverte Morton del suo piano nei confronti di Betty. Morton, in società con il suo avvocato, riesce a rovinare Carl in Borsa e offre il denaro guadagnato, settecentomila dollari, ad Adele, se riuscirà a sposare Carl, facendogli rompere il fidanzamento con Betty. Quando Adele porta a compimento la sua missione, Betty rimane libera e può sposare Tom, il giovane di cui si è innamorata.

## Produzione
Il film fu prodotto dalla World Film.

## Distribuzione
Il copyright del film, richiesto dalla World Film Corp., fu registrato il 28 luglio 1919 con il numero LU14006. Distribuito dalla World Film, il film uscì nelle sale cinematografiche statunitensi il 28 luglio 1919.
Non si conoscono copie ancora esistenti della pellicola che viene considerata presumibilmente perduta.